# 绍尔弗尔德
绍尔弗尔德，是匈牙利维斯普雷姆州所辖的一个村，总面积5.18平方公里，总人口44，人口密度8.5人/平方公里（2010年1月1日）。